# Bernthaller Adolf
Bernthaller Adolf (Budapest, 1874 – Budapest, 1926) magyar építész.

## Pályája
1896-ban Bayer Gyula társaságában megtervezi az óbudai Kisfaludy Színházat a Lajos utca 111. sz. alatt, az elhagyott bőrgyári raktárból átalakított, Dunára néző homlokzatú 450 ülőhelyes színház 1897. február 26-án nyitotta meg kapuját. A sárospataki tanítóképző terve a huszadik század első évtizedében született. „Sáros”, Bernthaller Adolf „Sárospatak” jeligével küldte be pályaművét. Tervét 350 forintért megvették, de végül Lechner Jenő 2000 forintos, győztes pályaművét valósították meg. 1900-ban irodája a Budapest VI. ker., Bajnok utca 4/b, 1901-ben a Vörösmarty utca 45. sz. alatt működött. 1905-től a Tiszáninneni református egyházkerület és a sárospataki főiskola „Új Vay-Mocsáry”-szárnyra pályázott. 1910-ben már Lipótvárosban, az V., Csáky utca 38. sz. alatt fogadta megrendelőit. Művét a Kálvin téri posta emeletes épületét a Kálvin téri református templom előtt 1912 novemberében avatták. Pisszer János kivitelezte. Az épület földszintes felvételi helyiségének homlokzatát az 1960-as évek végén eltüntették. Mára átalakítások és renoválások sora az épületet a felismerhetetlenségig megváltoztatta.